# Baetis pluto
Baetis pluto är en dagsländeart som beskrevs av Mcdunnough 1925. Baetis pluto ingår i släktet Baetis och familjen ådagsländor. Inga underarter finns listade i Catalogue of Life.